# Kettenbrechen
Kettenbrechen, Kettensprengen, Kettereißen oder Der Kaiser schickt seine Soldaten aus ist ein altes Kinderspiel, bei dem zwei Spielgruppen gegeneinander antreten, um in Einzelaktionen die menschliche Absperrkette der anderen zu durchbrechen, dabei Gefangene zu machen und auf diese Weise die andere Partei allmählich aufzulösen. Es ist in verschiedenen Ländern unter verschiedenen Namen und Variationen bekannt und unter einem nahezu identischen Regelwerk weltweit verbreitet.

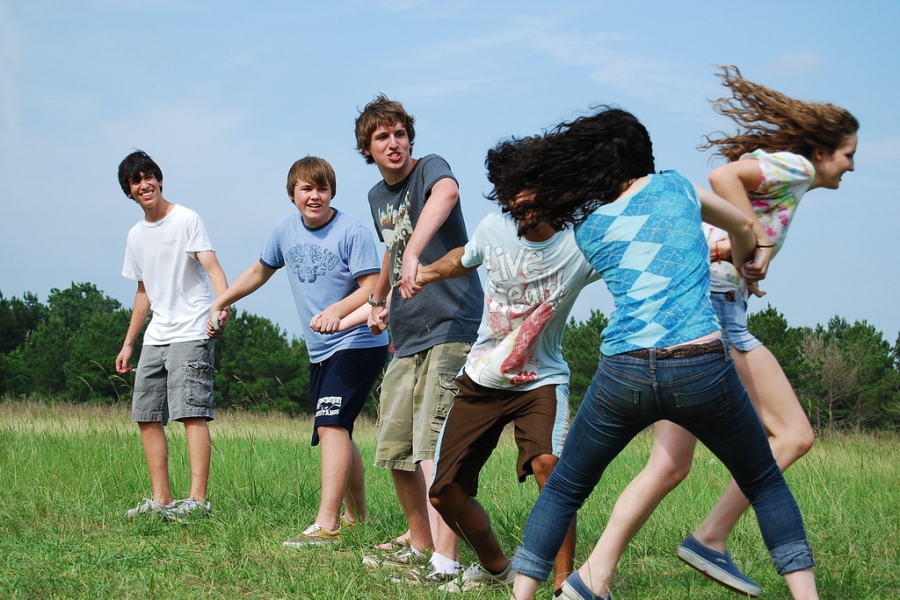
Kettenbrechen, England 2010

## Geschichte

### Deutschland

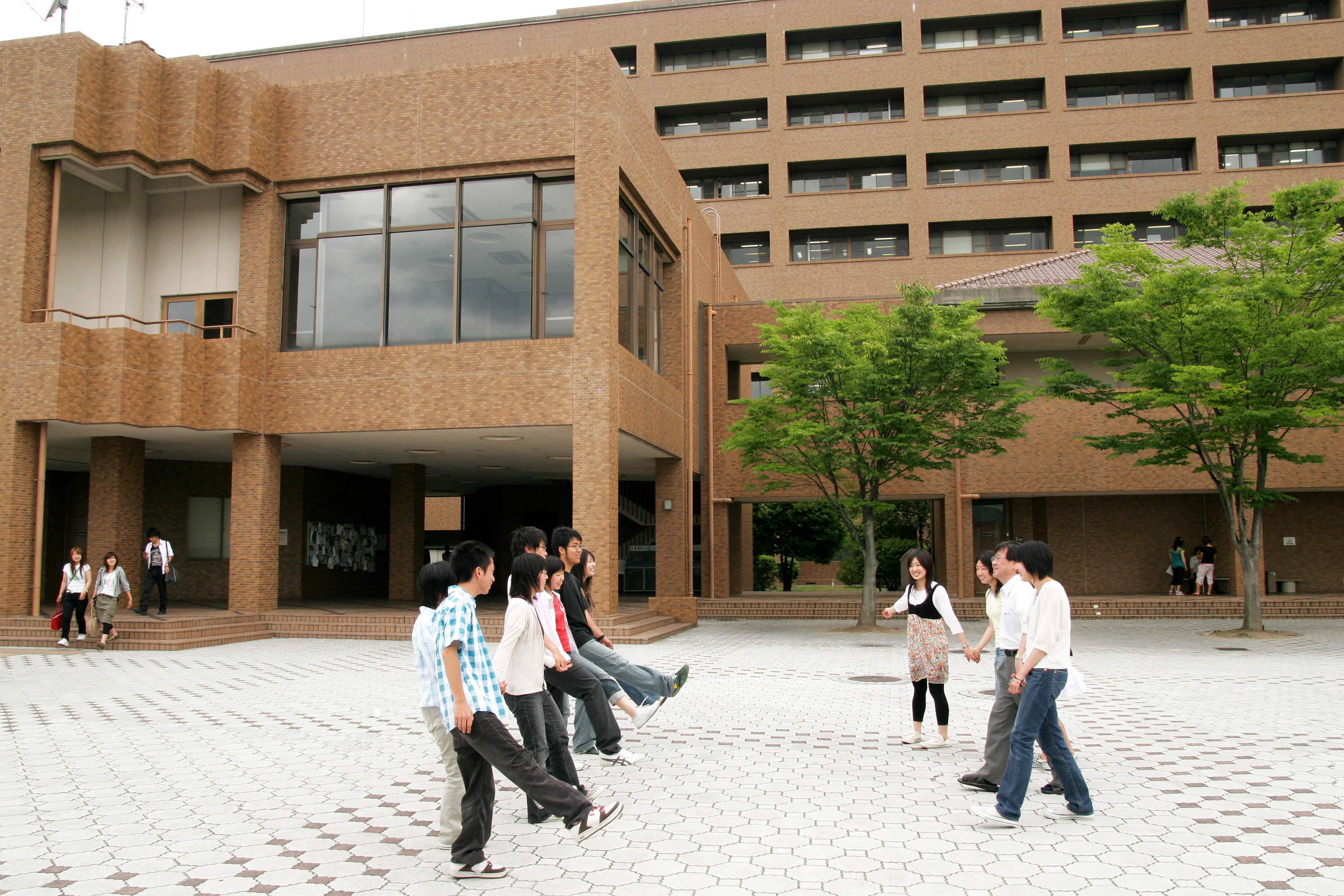
Pädagogikstudenten beim „Hana Ichi Monme“, dem japanischen „Kettenbrechen“, Japan 2007

Der Spielwissenschaftler Siegbert A. Warwitz äußerte die Vermutung, dass Spiele unter den Spielbezeichnungen „Kettenbrechen“ bzw. „Der Kaiser schickt seine Soldaten aus“ in den deutschsprachigen Ländern bereits während der Kaiserzeit des 19. Jahrhunderts entstanden sind und unter nahezu identischen Spielregeln wie heute bekannt waren. Er schloss das aus der Erkenntnis, dass Kinderspiele, auch Kriegsspiele, weitgehend von der Wahrnehmung der Lebensumwelt durch die Kinder bestimmt sind, wobei Erlebtes symbolisch umgedeutet und auf die Spielebene übertragen wird. So schien es ihm spielhistorisch schlüssig, dass Name und Regelwerk des Kriegsspiels aus einer Zeit stammen, als noch Kaiser regierten, die Soldaten in den Krieg schickten und in der Lineartaktik einer infanteristischen Schlachtreihe aufeinandertreffen ließen.
Bei neuen Recherchen in verschiedenen Disziplinen lassen sich Spiel und Spielgedanke bereits für die 1860er-Jahre im deutschen Kulturraum nachweisen, etwa unter der Bezeichnung „Der König schikkt Soldaten aus, oder Kettereißen“ in der Lieder- und Spielesammlung des schlesischen Kantors Friedrich August Leberecht Jakob aus dem Jahr 1865. Eine nahezu gleichlautende Spielbeschreibung findet sich in dem 1862 erschienenen „Merkbüchlein für Turner“ des Sportlehrers Eduard Angerstein. Dieser bezieht sich mit den aufgeführten „Turnspielen“ als Quelle ausdrücklich auf die sogenannten „Turntafeln“ von Eiselen, eines Mitarbeiters des Turnvaters Jahn. Er verwendet die Spielbezeichnung „Kettenreißen“. Eine weitere Darstellung des Spielablaufs erscheint auch unter der Bezeichnung „Der König schickt Soldaten aus“ in der von Otto Schettler 1884 bearbeiteten und mit eigenen Spielen nachträglich erheblich veränderten und erweiterten Neuauflage des Standardwerks des Pädagogen Johann Christoph Friedrich GutsMuths (Spiele zur Übung und Erholung des Körpers und Geistes). So bekennt Schettler, dass er, ebenso wie schon vorangegangene Bearbeiter, „die GutsMuthssche Sammlung um eine nicht unbedeutende Anzahl von Spielen vermehrt“ habe (Vorbemerkungen S. III).

### Andere Länder
Aus China ist ein Spiel überliefert, das der amerikanische Professor Isaac Taylor Headland von der Universität Peking im Jahre 1901 in seiner Abhandlung Child Life in China unter dem Namen Forcing the City Gates beschrieben hatte. Bei dieser Variante des Spiels singt die jeweilige Angriffspartei einen Reim, bevor sie einen ihrer Spieler zur feindlichen Linie aussendet.
Jessie H. Bancroft, ehemalige Direktorin für Leibeserziehung im Großraum New York, hatte dasselbe Spiel in ihrer Spielesammlung Games for the Playground, Home, School and Gymnasium aus dem Jahr 1909 ausführlich darstellt und mit einer Abbildung illustriert: Bei dem beschriebenen Parteienspiel geht es um die Verteidigung bzw. die Erstürmung von Stadttoren. Dazu bilden die Spielenden eine Verteidigungslinie, welche die Stadttore repräsentiert und eine weitere aus Angreifern, die diese Linie zu durchbrechen versuchen.
In Großbritannien, Kanada, Australien und den USA ist das Spiel unter dem Namen Red Rover geläufig. In den USA war es zuvor unter dem Namen The King's Run aus dem Deutschen übersetzt und in der Schrift A Textbook of the German-American System of Gymnastics von 1896 beschrieben worden.
In Russland und anderen Ländern der ehemaligen UdSSR ist es unter den Bezeichnungen Ali Baba («Али-баба»), Kettensprengen («Разрывные цепи») oder Bojaren (или «Бояре») ebenfalls schon seit vielen Generationen bekannt. In Japan ist der Name Hana Ichi Monme (花一匁) für ein sinnverwandtes, aber weniger gewaltsames Spiel gebräuchlich.

## Spielgedanke
Der einfache Spielgedanke beinhaltet zunächst lediglich, dass zwei Parteien in zwei Linien einander gegenübertreten, dabei mittels Handfassung zwei Ketten bilden und durch einzelne Mitspieler versuchen sollen, die jeweils andere Kette an einer Stelle zu durchbrechen. Erst der dem Spiel zugrunde gelegte Symbolcharakter erweist, ob es sich dabei gattungsmäßig um ein reines Bewegungsspiel oder um ein Kriegsspiel handelt.
Wird der historische Hintergrund nicht erkannt oder ignoriert, kann das Spiel unter denselben Regeln als ein sportliches Parteienspiel abgewickelt werden, bei dem das Laufen und Kämpfen im Vordergrund steht. Es zählt dann gattungsmäßig zu den Bewegungsspielen und in der Unterkategorie zu den Laufspielen.
Bilden die Spielparteien nach einer anderen Traditionslinie symbolisch eine „Festung“, die durch eine menschliche Mauer geschützt wird, deren Verteidigungskette verhindern soll, dass ein Eindringling sie durchbricht und in die Burg gelangt, so handelt es sich um ein symbolisches Kriegsspiel. Das drückt sich auch in dem verwendeten Vokabular und der entsprechenden Spielbezeichnung aus: Unter dem Titel „Der Kaiser schickt seine Soldaten aus“ befiehlt ein Kriegsherr seine Truppe. Es werden Gefangene gemacht, welche die eigene Verteidigungskraft stärken bzw. die gegnerische schwächen sollen, bis eine der Verteidigungslinien mangels „Soldaten“ zusammengebrochen ist bzw. der „Kaiser“ sein „Heer“ verloren hat.

## Regeln

### Spielablauf
Das Spiel braucht eine freie Fläche in einer Halle oder im Freien und mindestens acht, besser mehr Mitspieler. Diese teilen sich in zwei gleich große Parteien auf und bestimmen je einen Mitspieler zum „Kaiser“, „König“, „Häuptling“ oder „Spielführer“. Im Abstand von etwa zehn Metern bilden beide Parteien dann je eine Kette, indem sie sich an den Händen fassen. Ein neutraler Spielleiter lässt die das Spiel beginnende Partei auslosen und überwacht die Spielregeln. Der Anführer dieser Partei startet den Ansturm auf die gegnerische Kette mit dem Satz: „Der Kaiser/König/Häuptling/Kapitän schickt seine Soldaten/Ritter/Krieger/Kämpfer aus. Diesmal schickt er den/die XY aus“. In Russland heißt der Ausgangssatz: „Wir haben geschmiedete Ketten und lassen sie uns nicht brechen.“
Der aufgerufene Mitspieler rennt sodann in vollem Lauf gegen die gegnerische Menschenkette an und versucht, sie an einer Stelle zu durchbrechen. Gelingt ihm dies, darf er einen der beiden Gegner von der Bruchstelle als Gefangenen abführen. Er wird in die eigene Kette eingegliedert. Misslingt der Durchbruch, wird er selbst zum Gefangenen der anderen Spielgruppe. Anschließend wiederholt sich das Spiel mit dem Aufruf des Anführers der Gegenseite. Es endet, wenn eine der Spielparteien ihren Anführer verloren oder wenn dieser nach dem Verlust aller seiner Mitstreiter schließlich keine Kette mehr bilden kann. Der Anführer kann sich jederzeit auch selbst ausschicken. Er hat als wichtigste Person dafür zwei Leben. Scheitert er zum zweiten Mal an der gegnerischen Kette, ist sein Spiel und das seiner Partei verloren. Für die Kettenbildung gilt die Regel, dass keine Körpermauer gebildet werden darf. Wegen der Verletzungsgefahr wird statt des stabileren gegenseitigen Haltegriffs an den Unterarmen meist nur eine bloße Handfassung erlaubt. Aus taktischen Gründen umgibt sich der Anführer mit den stärksten Mitspielern seiner Truppe, weil ein Durchbruch bei ihm das vorzeitige Ende des Spiels bedeuten würde.

### Varianten
- Das Spiel kann auch nach einer vorher abgestimmten Zeit enden. Es hat dann die Partei gewonnen, die zu dem Zeitpunkt noch die meisten Mitspieler aufweist. Diese Variante eignet sich besonders bei einer vorgegebenen Zeitbegrenzung, etwa beim Pausenspiel oder im Sportunterricht.
- Die Spielregel kann auch das Ausscheiden eines an der Bruchstelle beteiligten Mitspielers vorsehen, was die Spieldauer verkürzt und die Parteien konsistent erhält.

## Spielbeurteilung
Im Rahmen einer wissenschaftlichen Studie zu der Spielgattung der Kriegsspiele untersuchten die Spielwissenschaftler Siegbert A. Warwitz und Anita Rudolf die Akzeptanz von Spielen aufgrund ihrer Spielbezeichnungen und ihres Vokabulars: Die von Studenten und Referendaren bei Spielfesten von Eltern und Lehrern erhobenen Daten zeigen eine signifikante Einstellungsänderung zu Spielen wie dem „Kettenbrechen“ oder dem „Völkerball“, wenn deren kriegerischer Hintergrund bekannt wird bzw. wenn die Spielbezeichnung „Der Kaiser schickt seine Soldaten aus“ und Begriffe wie „Gefangene machen“ oder „die feindliche Festung erstürmen“ Verwendung finden, die mit der Vorstellung „Krieg“ assoziierbar sind. Sie treffen bei vielen Älteren auf Empfindlichkeiten und spontane Ablehnung. Im Gegensatz zu den Eltern und Erziehern ist die Spielbezeichnung bei den ebenfalls befragten spielenden Kindern und Jugendlichen weitestgehend unbedeutend für das Spielinteresse. Es ruft keine Abwehr hervor. Widersprüchlicherweise werden von der Gruppe der Erwachsenen beim Volkssport Fußball übliche kriegerische Ausdrücke wie „schießen“, „Bombe“, „Angriff“, „Verteidigung“ allgemein akzeptiert bzw. nicht weiter hinterfragt. Warwitz/Rudolf schließen daraus, dass diese im Unterbewusstsein bereits den Kriegsbezug verloren und sich als Metaphern etabliert haben. Kriegsspiele werden nach der Studie von manchen Erziehern offensichtlich nur solange toleriert, wie ihr symbolischer Hintergrund nicht erkannt bzw. durch eine unkriegerische Etikettierung getarnt wird. Im pädagogischen Bereich wird für das traditionsreiche Spiel aus diesem Grunde heute in der Regel der alternative Spieltitel „Kettenbrechen“ bevorzugt.
Das körperbetonte Bewegungsspiel „Kettenbrechen“ kann sehr rau werden, wenn der vorgeschriebene Körperabstand in den Ketten nicht eingehalten wird. Hierüber entscheidet der Spielleiter. Besonders sensible Kinder sollten nicht zum Mitmachen gedrängt werden. Als pädagogischer und psychologischer Vorteil des grundständigen Regelwerks wird gesehen, dass bis auf einen der beiden Anführer jeder Mitspieler sich letztendlich in der Siegerriege wiederfindet.

## Sonstiges
In neuerer Zeit bedienen sich mehrere literarische Publikationen des bekannten Titels des alten Kinderspiels, so z. B.
- Janko Ferk: Der Kaiser schickt Soldaten aus. Ein Sarajevo-Roman. Styria Verlag. Wien 2014 oder
- Helmut Zenker: Kottan ermittelt: Der Kaiser schickt Soldaten aus. Der Drehbuchverlag. E-Book. aktualisierte Auflage 2016.